# Saint-Laurent-Médoc
Saint-Laurent-Médoc is een gemeente in het Franse departement Gironde (regio Nouvelle-Aquitaine). De plaats maakt deel uit van het arrondissement Lesparre-Médoc. Saint-Laurent-Médoc telde op 1 januari 2022 4.950 inwoners.

## Geografie
De oppervlakte van Saint-Laurent-Médoc bedroeg op 1 januari 2022 136,55 vierkante kilometer; de bevolkingsdichtheid was toen 36,3 inwoners per km².

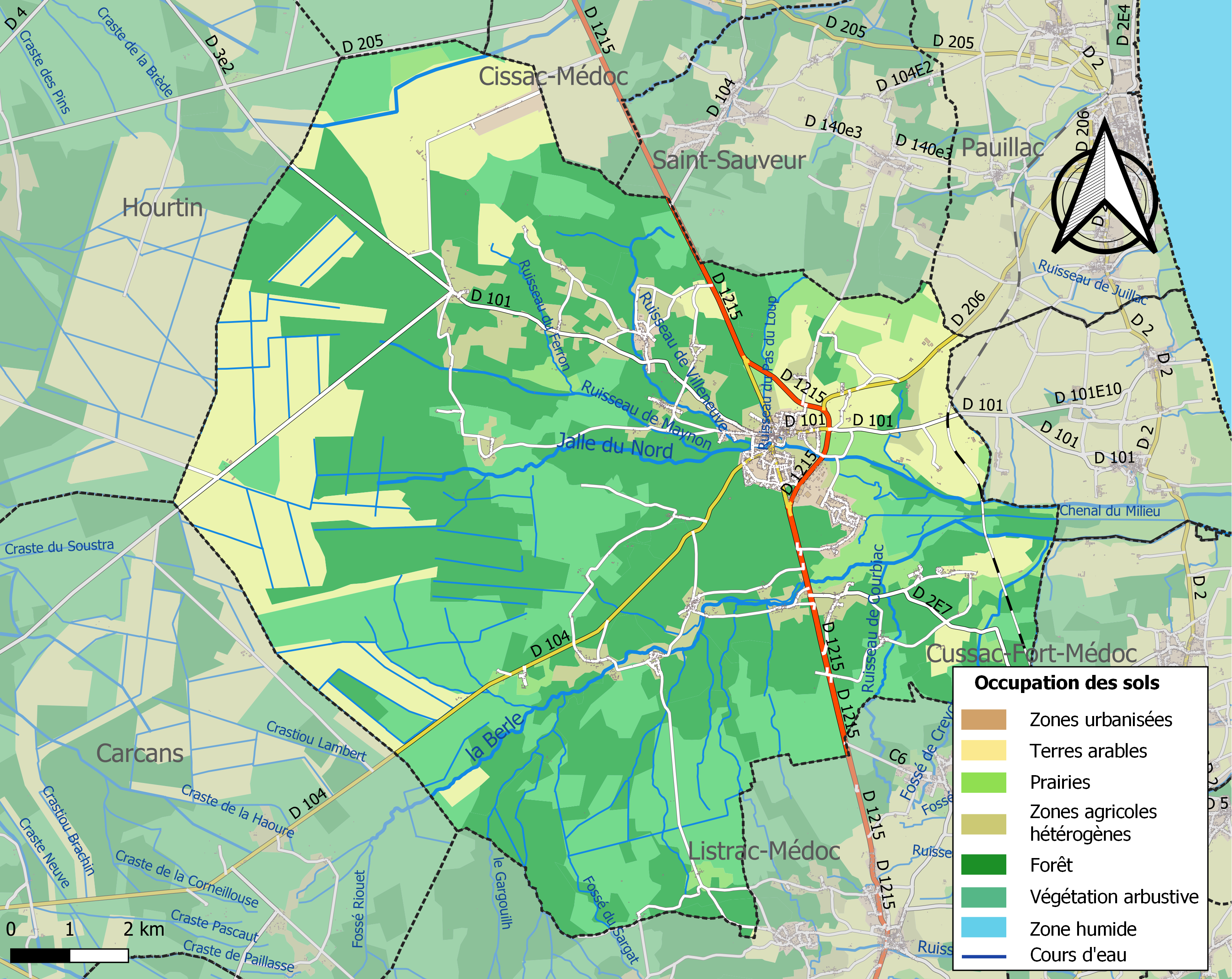
Kaart van de gemeente met belangrijkste infrastructuur, bodemgebruik en omliggende gemeenten

## Demografie
Onderstaande figuur toont het verloop van het inwonertal (bron: INSEE-tellingen).